# 被曝花
被曝花（ひばくばな）は東日本大震災とその影響により発生した福島第一原子力発電所事故により放射線被曝した植物などを含む様々な被曝物を、現代美術家でフラワーアーティストである柿崎順一と、アーティスト集団Chim↑Pomとのコラボレーションにより、2011年に制作された彫刻作品群（いけばな）。

## 概要
被曝花は、柿崎順一とChim↑Pomとのコラボレーションにより制作された立体彫刻の作品群である。Chim↑Pomが採取した、東日本大震災とその影響により発生した津波、そして福島第一原子力発電所事故により放射線被曝した植物や、福島県の伝統民芸品である、こけしや瓦礫、洗面器などの被曝漂流物を素材に、柿崎順一が構成した。被曝花はシリーズ化され、『被曝花ハーモニー』と『被曝花エターナル』の計二作品が制作された。Chim↑Pomの個展「REAL TIMES」の為に制作され、東京都の無人島プロダクション / SNAC に於いて発表され一般公開。後、大阪府のスタンダードブックストア心斎橋 B1F カフェ ギャラリーへも巡回展示された。

## 『被曝花ハーモニー』
『被曝花ハーモニー』は、Chim↑Pomのメンバーが、福島第一原子力発電所事故直後の福島第一原子力発電所から30km周辺地域で、ガイガーカウンターを使用し、放射線量を計測しながら除染し採取した花や植物を素材に、柿崎順一が構成した作品。Chim↑Pomのリーダーである卯城竜太は、「シリアスな状況にこそ『美しさ』が必要だと思いました。特に生命の美しさにこだわったので、美の象徴である花を選びました。植物は逃げることができません。環境がどうなろうと運命を全うするしかないものです。でも花の美しさは変わらない。自ら撒いた種に右往左往する人間との対照的な生き方を、生で感じるための作品です。」 と述べている。ヒマワリや牡丹、タケノコ、ツツジ、ツゲ、ムスカリ、チューリップ・菜の花・藤などの植物をはじめ、津波に流され漂流し、更に被曝したこけしや金属、布団、照明器具、ガラス瓶、コンクリートブロックなどの日用品も重要な構成要素となっている。Chim↑Pom「REAL TIMES」展 （ 東京・無人島プロダクション / SNAC ）に於いて発表され、Chim↑Pom「REAL TIMES」大阪巡回展 （大阪・スタンダードブックストア心斎橋 B1F カフェ ギャラリー）へも巡回展示された。

## 『被曝花エターナル』
『被曝花エターナル』は、『被曝花』シリーズの二作品目として制作された。この作品では『被爆花ハーモニー』では使用されなかったが、事故発生後の現地に数多く見受けられたという被曝漂流物の "洗面器" に焦点を絞っている。使用した植物は柿崎順一のテクノ・ホルティ園芸専門学校在学時の同級生であり、福島県いわき市小名浜で被災した生花店を経営する、馬上忍（ラッキー）に依頼し、被曝しながらも育ち続け出荷されるに至った新鮮な花々や、津波を被りながらも塩害から生き残り成長した植物を、馬上家の庭などから採取し使用されている。また、『被曝花ハーモニー』では殆どの植物に水が与えられなかったが、『被曝花エターナル』においては、全てに水が与えられ、新鮮な状態で咲く花々（カラー、アジサイ、アザミ、ツツジ、ヒマワリなど）が展示された。Chim↑Pom「REAL TIMES」大阪巡回展（大阪・スタンダードブックストア心斎橋 B1F カフェ ギャラリー）に於いて発表され展示された。

## 沿革
- 2011年 - 3月11日 東日本大震災が発生、地震と津波による被害を受けた東京電力福島第一原子力発電所で、福島第一原子力発電所事故が起こる。
- 2011年 - 4月4日  Chim↑Pomの水野俊紀等が、被災した福島県相馬市へ支援物資を届けに行く。
- 2011年 - 5月1日　東日本大震災による福島第一原子力発電所事故を思わせる絵が描かれたベニヤ板が、壁画右下の壁に貼りつけられているのが見つかり[4]。ベニヤ板は同日中に警察により撤去されたが、壁画本体に損傷はなかった。
- 2011年 - 5月3日～6日　Chim↑Pomのメンバーが福島県内にて災害支援のボランティアをしながら作品を制作。メンバーは東京と福島を何度も往復したという。
- 2011年 - 5月9日  Chim↑Pomより、柿崎順一へツイッターで「無人島プロダクションでのChim↑Pomの個展にコラボレーションで被曝した植物を材料に、いけばな作品を制作してほしい」と依頼。
- 2011年 - 5月11日　柿崎順一がChim↑Pomからの依頼を承諾。「REAL TIMES」展への参加出展をツイッター上で報告する。
- 2011年 - 5月16日  Chim↑Pomのメンバーが福島第一原子力発電所から30km周辺地域で、植物やその他の被曝物を除染しながら採取。
- 2011年 - 5月17日　柿崎順一、東京・無人島プロダクション / SNAC にて『被曝花ハーモニー』制作開始。
- 2011年 - 5月18日　「REAL TIMES」展の会場内にて記者会見を行い、Chim↑Pomがベニヤ板を貼りつけたことを明らかにした[5]。
- 2011年 - 5月20日 ～ 25日　「REAL TIMES」展開催、『被曝花ハーモニー』一般公開。
- 2011年 - 6月4日～6日　柿崎順一が災害支援ボランティアで岩手県大槌町へ出向く。
- 2011年 - 6月11日　Chim↑Pomが『被曝花ハーモニー』保存のため長野県千曲市の柿崎順一の研究所を訪れる。
- 2011年 - 6月13日　柿崎順一が、福島県いわき市小名浜の、フラワーショップひらの・馬上忍に生花の調達を依頼。
- 2011年 - 6月15日　Chim↑Pomが『被曝花ハーモニー』保存のため再び長野へ。
- 2011年 - 6月18日　福島県いわき市小名浜の馬上忍より被曝した生花が届く。柿崎順一、大阪・スタンダードブックストア心斎橋にて『被曝花エターナル』制作開始。
- 2011年 - 6月19日　トークショー「BOMBNICATION」大阪・スタンダードブックストア心斎橋にて開催。
- 2011年 - 6月20日 ～ 27日　「REAL TIMES」大阪巡回展開催、『被曝花エターナル』一般公開。